# Einwanderungsland

Die Staaten der Welt nach dem Anteil der eingewanderten Bevölkerung (2005)

Der Begriff Einwanderungsland beschreibt einen Staat, dessen Bevölkerung durch Einwanderung von Personen aus anderen Ländern stark anwächst oder in dem Einwanderer einen wesentlichen Teil der Bevölkerung stellen. Der Begriff wird zum Teil als politisches Schlagwort gebraucht.
Auf die Menschen des Einwanderungslandes bezogen wird auch von einer Einwanderungsgesellschaft gesprochen oder, sofern der temporäre Charakter der Zuwanderung betont werden soll, von einer Zuwanderungsgesellschaft.

## Einwanderungsländer im Vergleich
Als klassische Einwanderungsländer gelten vor allem Argentinien, Australien, Brasilien, Israel, Kanada, Neuseeland, Südafrika, die USA und weitere Staaten vor allem in Südamerika. Hierbei handelt es sich um Länder, bei denen ein Großteil der Bevölkerung von Einwanderern abstammt. In vielen Fällen wurde gezielt eine Einwanderung gefördert, oft ausgehend von einer niedrigen Bevölkerungsdichte verbunden mit Arbeitskräftemangel, in anderen Fällen aus militärisch-strategischen Überlegungen, um etwa durch eine Bevölkerungspräsenz einen Grund für die Besetzung eines beanspruchten Gebiets vorweisen zu können. Zu großen Migrationsbewegungen in diese Staaten kam es besonders im 19. und beginnenden 20. Jahrhundert.
Im Zuge der Globalisierung kam es etwa ab der Weltwirtschaftskrise und dem Zweiten Weltkrieg zu einem Wandel. Während die klassischen Einwanderungsländer die Einwanderung gezielt durch Einwanderungsgesetze steuerten und je nach Bedarf begrenzten, wurden zahlreiche ehemalige Auswanderungsländer Ziele von Einwanderung, darunter fallen insbesondere die Staaten der Europäischen Union. Besonders seit etwa 1990 wurden die Bedingungen für Einwanderung in diesen Ländern schrittweise gelockert, darunter nahmen die südeuropäischen Länder, insbesondere Spanien, eine Vorreiterrolle ein. In der Regel werden diese Länder in neuerer Zeit ebenfalls als Einwanderungsländer bezeichnet, auch wenn die konkrete Verwendung dieses Begriffs in der Öffentlichkeit oft umstritten ist.
Im Jahr 2013 lebten 232 Millionen Menschen außerhalb ihres Heimatlandes (ca. 3,2 Prozent der Weltbevölkerung). Die meisten Immigranten nahmen die Vereinigten Staaten auf (45,8 Millionen Personen), am zweitmeisten Russland (ca. 11 Millionen), am drittmeisten Deutschland (9,8 Millionen).
Der UN-Migrationsreport von 2017 gibt die folgende Reihenfolge der Staaten mit den meisten Einwanderern bekannt: 1. USA (49,8 Millionen), 2. Saudi-Arabien (12,2 Millionen), 3. Deutschland (12,2 Millionen), 4. Russland (11,7 Millionen), 5. Vereinigtes Königreich (8,8 Millionen).

## Anwendung des Begriffs auf einzelne Staaten

### Deutschland
Deutschland ist mit Stand 2017 nach den Vereinigten Staaten und Saudi-Arabien das drittbeliebteste Einwanderungsland der Welt. In Deutschland leben Einwanderer aus fast allen Ländern der Welt.
Im Jahr 2011 ergibt sich ein Gesamtanteil der Bevölkerung mit Migrationshintergrund im Sinne der amtlichen Statistik (d. h. seit 1949 von außerhalb in das heutige Bundesgebiet eingewanderte Personen und deren Nachkommen) von etwa 19 Prozent (15 Millionen Einwohner) und einen Gesamtanteil der Bevölkerung ohne deutsche Staatsangehörigkeit von 8,3 Prozent (6,6 Millionen Einwohner). Nach Ansicht von Statistikern ist Deutschland bereits seit Jahrzehnten als Einwanderungsland anzusehen.
Der Begriff Einwanderungsland wurde für die Bundesrepublik seit Beginn der Zuwanderung von sogenannten „Gastarbeitern“ in Anerkennung der De-facto-Zuwanderung verwendet, war aber viele Jahre in der Öffentlichkeit umstritten. Die Gastarbeiter wurden vor allem in den 1960er Jahren angeworben, nachdem die westdeutschen Städte funktionsfähig wiederaufgebaut waren und Arbeitskräfte für die prosperierenden Betriebe der Wirtschaftswunderjahre benötigt wurden. Die Anerkennung, dass Deutschland ein Einwanderungsland ist, ist zumindest in Wissenschaft und Politik seit der Jahrtausendwende stärker etabliert.
Im historischen Kontext ist festzustellen, dass Deutschland für bestimmte Zeitabschnitte immer wieder ein bedeutendes Einwanderungsland war. So wanderten in der Zeit des 16. und 17. Jahrhunderts konfessionell verfolgte Hugenotten aus Frankreich nach Deutschland ein, zur Zeit der Industrialisierung im Deutschen Kaiserreich polnische Arbeitskräfte in großer Zahl (Ruhrpolen), sowie Italiener. Neben den Gastarbeitern der 1960er und 70er gab es seit den 1980er Jahren eine große Zahl von Zuzügen aus den ehemaligen Sowjetrepubliken, aus Polen sowie in der Zeit der Balkankriege aus dem früheren Jugoslawien. Mit der globalen Finanzkrise ab 2007 und den daraus resultierenden Wirtschaftsproblemen (vor allem Jugendarbeitslosigkeit) in zum Beispiel Spanien, Griechenland, Portugal und Italien, hat sich Deutschland als stabiler Standort entwickelt, der zu allen Zeiten für Einwanderer attraktiv ist. Außer für Migranten aus europäischen Ländern ist Deutschland auch für Akademiker und Unternehmensgründer aus anderen Teilen der Welt ein beliebtes Zielland, die Zahl der Israelis etwa stieg in den Jahren seit 2010 stark an.

### Schweiz
Die Schweiz hat den höchsten Ausländeranteil (Einwohner ohne Schweizer Bürgerrecht) aller europäischen Staaten mit rund zwei Millionen Einwohnern (siehe Einwandereranteile nach Ländern). Sie gilt seit den 1960er Jahren als Einwanderungsland. Grund war unter anderem der hohe Bedarf an Arbeitskräften einer stark wachsenden Wirtschaft; vorab wenig qualifizierte Tätigkeiten wurden zusehends nur noch von zugewanderten Personen abgedeckt. Allerdings wusste man anfänglich den Arbeitskräfte-Bedarf der Wirtschaft und den von den Kritikern „Überfremdung“ genannten Sachverhalt eines anwachsenden ausländischen Bevölkerungs-Anteils durch das Saisonnierstatut auszutarieren: Ausländische (überwiegend südeuropäische) Arbeitskräfte erhielten saisonale Arbeitsbewilligungen, mussten jedoch anschließend wieder ausreisen. Auch für neu Niedergelassene war der Familien-Nachzug in einer ersten Aufenthalts-Phase fast unmöglich.
Im Jahr 2000 ergab eine Volksabstimmung eine zustimmende Mehrheit zum Abschluss eines bilateralen Abkommens über die Personenfreizügigkeit mit der EU; vor allem wieder die Wirtschaft mit ihrem Bedarf an nunmehr vorwiegend gut qualifizierten Arbeitskräften hatte darauf gedrängt. In mehreren Schritten wurde die volle Freizügigkeit eingeführt. Seit der vollständigen Öffnung der Grenzen gegenüber der EU hat sich die bereits vorher hohe Zuwanderung noch deutlich beschleunigt. Selbst mit dem Ansteigen der Arbeitslosigkeit seit 2009 im Zuge der Wirtschaftskrise ist der Zuwanderungs-Überschuss fast unverändert hoch geblieben. Das hat rechtsbürgerliche politische Kreise (vor allem auch die SVP) auf den Plan gerufen, die eine Anwendung der in den bilateralen Verträgen festgesetzten Ventilklausel fordern, womit wieder gewisse Zuwanderungs-Kontingentierungen eingeführt werden könnten. Die von einzelnen Exponenten geforderte Aufkündigung der Personenfreizügigkeit wurde mit der Volksabstimmung vom 9. Februar 2014 Realität: 50,3 % der Stimmberechtigten stimmten für die Eidgenössische Volksinitiative „Gegen Masseneinwanderung“. Damit muss die Personenfreizügigkeit binnen drei Jahren eingeschränkt werden.